# Anthony Albanese
Anthony Norman Albanese (n. 2 martie 1963, Noul Wales de Sud, Australia) este un politician australian și care, în acest moment, este cel de-al 31-lea prim-ministru al Australiei din 2022. Este lider al Partidului Laburist Australian (ALP) din 2019 și parlamentar pentru Grayndler din 1996. Albanese a fost anterior al 15-lea viceprim-ministru în cadrul celui de-al doilea guvern Kevin Rudd, în 2013; a deținut diverse funcții ministeriale în guvernele lui Kevin Rudd și Julia Gillard din 2007 până în 2013.
Albanese s-a născut la Sydney, dintr-un tată italian și o mamă irlandezo-australiană care l-a crescut ca părinte singur. A urmat cursurile St Mary's Cathedral College înainte de a studia economia la Universitatea din Sydney. S-a alăturat Partidului Laburist în calitate de student și, înainte de a intra în Parlament, a lucrat ca oficial de partid și ofițer de cercetare. Albanese a fost ales în Camera Reprezentanților la alegerile din 1996, câștigând colegiul Grayndler din New South Wales. A fost numit pentru prima dată în cabinetul din umbră în 2001 de către Simon Crean și a ocupat mai multe funcții, devenind în cele din urmă manager al afacerilor opoziției în 2006. După victoria laburiștilor în alegerile din 2007, Albanese a fost numit lider al Camerei și a fost numit, de asemenea, ministru al dezvoltării regionale și al administrației locale și ministru al infrastructurii și transporturilor. În timpul tensiunilor ulterioare de la conducerea partidului dintre Kevin Rudd și Julia Gillard, între 2010 și 2013, Albanese a criticat public comportamentul celor doi, făcând apel la unitatea partidului. După ce l-a sprijinit pe Rudd în scrutinul final de conducere dintre cei doi, în iunie 2013, Albanese a fost ales vicelider al Partidului Laburist și a depus jurământul în calitate de viceprim-ministru în ziua următoare, funcție pe care a deținut-o mai puțin de trei luni, deoarece Partidul Laburist a fost învins la alegerile din 2013.
După ce Rudd a renunțat la conducerea partidului și s-a retras din politică, Albanese a candidat împotriva lui Bill Shorten în alegerile pentru conducere care au urmat, primele care au inclus membri de partid pe lângă parlamentari. Deși Albanese a obținut o largă majoritate în rândul membrilor, Shorten a câștigat mai multe voturi în rândul parlamentarilor laburiști și a câștigat competiția; ulterior, Shorten l-a numit pe Albanese în cabinetul său din umbră. După înfrângerea surprinzătoare a Partidului Laburist în alegerile din 2019, Shorten a demisionat din funcția de lider, Albanese devenind singura persoană nominalizată în alegerile pentru conducerea partidului pentru a-l înlocui; ulterior a fost ales fără opoziție în funcția de lider al Partidului Laburist, devenind astfel lider al opoziției.
În alegerile din 2022, Albanese și-a condus partidul la o victorie decisivă împotriva Coaliției Liberal-Naționale a lui Scott Morrison. Albanese este primul italo-australian care a devenit prim-ministru, primul prim-ministru australian care are un nume de familie non-anglo-celtic, și este ultimul dintre cei 16 prim-miniștri australieni care au servit sub conducerea reginei Elisabeta a II-a. El a depus jurământul la 23 mai 2022. Primele legi ale lui Albanese în calitate de prim-ministru au inclus actualizarea obiectivelor climatice ale Australiei, în efortul de a ajunge la neutralitatea în materie de emisii de dioxid de carbon până în 2050, și susținerea unei creșteri a salariului minim național.